# Lars Hirschfeld
Pour les articles homonymes, voir Hirschfeld.
Lars Hirschfeld est un footballeur canadien, né le 17 octobre 1978 à Edmonton.

## Palmarès
- Champion de Norvège en 2006 avec le Rosenborg BK
- Champion de Roumanie en 2008 avec le CFR 1907 Cluj